# Castel de Fleurey-sur-Ouche
Le  Castel de Fleurey-sur-Ouche, est une construction du XVe siècle, ayant reçu d'importantes modifications au XXe siècle.

## Situation
Ce château se trouve au numéro 1 de la rue du château à Fleurey-sur-Ouche, dans le département de la Côte-d'Or.

## Historique
Le rez-de-chaussée de cette demeure, date du XVe siècle, c'est Léonard Fontaine qui fit faire d'importants travaux, relevant le bâtiment d'un étage dans le début du XXe siècle. Elle appartient en 1762 à mademoiselle Ursule Delaloge dont la nièce Rose Claudine Marie Delaloge possède la Villa des Tilleuls.
Occupant ce bâtiment, elle met en location ses terres à François Grée et Vincent Lamy en 1762, contre une redevance de 420 livres, et neuf ans plus tard (1771) à Pierre Maillot, laboureur, époux de Pierrette Doyen avec un bail de neuf ans, contre une redevance annuelle de 480 livres. En 1789 elle loue à Pierre Bouhain, et son épouse Françoise Saverot, ainsi qu'au beau-frère de ce dernier : Lazare Rebillard, époux de Berthe Bouhain.

## Seigneurs, puis propriétaires depuis La Révolution
- 1757 av         -   Guy Bénigme Delaloge, écuyer, seigneur de la Fontenelle, troisième fils de Pierre Delaloge de Chatellenot et Jeanne Forestier[1], époux de Louise Françoise David, fille de François David, Trésorier honoraire à Dijon[2]. Ils sont les parents de Claude Louis Delaloge  propriétaire de la Villa des Tilleuls.
- 1757-1796   -   Ursule Delaloge, fille des précédents. C'est sa maison de campagne[3]
- 1796-1801   -   Hugues Delaloge, conseiller au Parlement, frère d'Ursule et son héritier, vend en 1801 à:
- 1801-1805   -   Claude Jean Joseph Pierre Duteil, neveu par alliance de Hugues Delaloge
- 1805-1816   -   Joseph Charles Courtot de Cissey, époux de Catherine Seguin, sœur de Chantal Seguin du Leuzeu.
- 1816-1827   -   Louise Chantal Courtot de Cissey, fille de Joseph et Catherine, épouse de  Jean Félix Martin de Girval, chevalier de Saint-Louis
- 1827-1847   -   Jean-Louis Miller, avocat à Dijon
- 1847-1861   -   Robortel, chevalier à Fleurey
- 1861-1870   -   Pierre Morizot, prêtre à Fleurey-sur-Ouche
- 1870-1882   -   Caroline de Girval, fille de Jean Félix Martin de Girval et Louise Chantal Courtot de Cissey
- 1882-1890   -   Louis de Girval de Lantenay, frère de Caroline
- 1890-1908   -   René de Girval de Lantenay , fils de Louis.
- 1908-1948   -   Léonard Fontaine, Directeur des Distilleries d'Indochine à Saïgon, puis  Honoré Fontaine, époux de Maugey [4]
- 1948-1959   -   Bernard Louvrier, époux de Juliette Lorin, industriel à la Moutarderie Bornier, à Dijon.
- 1959- 2001  -   Pierre Posière, maire de Fleurey-sur-Ouche de 1965 à 1977 et son épouse  Michèle Gorgux
- 2001-2005   -   Jean Bernard Salvano
- 2005-           -   Christine et Didier Fournier